# Xã West Branch, Quận Sioux, Iowa
Xã West Branch (tiếng Anh: West Branch Township) là một xã thuộc quận Sioux, tiểu bang Iowa, Hoa Kỳ. Năm 2010, dân số của xã này là 6.551 người.